# Miika Franssila
Miika Franssila (ur. 17 kwietnia 1993 w Luumäki) – fiński hokeista.

## Kariera
- HPK U16 (2008-2009)
- HPK U17 (2009/2010)
- HPK U18 (2009-2011)
- HPK U20 (2011-2013)
- HPK (2013)
- TuTo (2013-2015)
- Peliitat (2015)
- Hermes (2015-2017)
  -  Vaasan Sport (2016/2017)
- Espoo United (2017)
- Sheffield Steelers (2017-2018)
- Dunaújvárosi Acélbikák (2018-2019)
- GKS Katowice (2019-2021)

Wychowanek klubu LuPo w rodzinnym mieście. Karierę rozwijał w klubie HPK, grając w zespołach juniorskich oraz występując w barwach seniorskiej drużyny w trzech meczach edycji Liiga (2013/2014). W trakcie tego sezonu w grudniu 2013 został wypożyczony do TuTo w lidze Mestis. W styczniu 2015 przeszedł do Heinolan Peliitat w tej samej lidze, a w lipcu 2015 do Kokkolan Hermes. Stamtąd w grudniu 2016 został wypożyczony do Vaasan Sport. W maju 2017 został zaangażowany do Espoo United. Na początku grudnia 2017 przeszedł do angielskiej drużyny Sheffield Steelers w brytyjskich rozgrywkach EIHL. W połowie 2018 został zawodnikiem węgierskiego zespołu Dunaújvárosi Acélbikák. Rok później, w czerwcu 2019 podpisał kontrakt z GKS Katowice w rozgrywkach Polskiej Hokej Ligi. Po sezonie 2020/2021 odszedł z Katowic i przerwał karierę hokejową.
W trakcie kariery zyskał przydomek Frankki.

## Sukcesy
Klubowe
- Srebrny medal U18 SM-sarja: 2010 z HPK U18
- Brązowy medal Jr. A SM-liiga: 2012 z HPK U20
- Złoty medal Jr. A SM-liiga: 2013 z HPK U20
- Brązowy medal Mestis: 2014 z TuTo
- Trzecie miejsce w Pucharze Kontynentalnym: 2018 z Sheffield Steelers
- Brązowy medal mistrzostw Polski: 2020[11] z GKS Katowice

Indywidualne
- Mestis (2016/2017):
  - Pierwsze miejsce w klasyfikacji asystentów wśród obrońców w sezonie zasadniczym: 37 asyst
  - Pierwsze miejsce w klasyfikacji kanadyjskiej wśród obrońców w sezonie zasadniczym: 41 punktów
  - Pierwszy skład gwiazd sezonu